# بیلبورد آرژانتین
بیلبورد آرژانتین (به انگلیسی: Billboard Argentina) یک نشان تجاری رسانهٔ سرگرمی آرژانتینی است که متعلق به انجمن ناشران ای‌بی‌سی۱ است. این رسانه محتوایی شامل مصاحبه‌ها، تجزیه و تحلیل روندهای صنعت سرگرمی و برنامه‌ها، و بازخوردها، اخبار، ویدئو، نظرات، رویدادها، سبک و جدول ۱۰۰ آهنگ داغ آرژانتین بیلبورد، که در اکتبر ۲۰۱۸ راه‌اندازی شده است را منتشر می‌کند. بیلبورد آرژانتین در اوت۲۰۱۳ تأسیس شد.